# Парзинське сільське поселення
Парзи́нське сільське поселення — колишнє муніципальне утворення в складі Глазовського району Удмуртії, Росія. Адміністративний центр — село Парзі.
Законом Удмуртської Республіки від 29.04.2021 № 38-РЗ ліквідовано через перетворення муніципального району на муніципальний округ.
Площа поселення становить 90,58 км², з яких на сільськогосподарські угіддя припадає 56,1 км², під лісами 10 км².
Населення — 862 особи (2015; 912 в 2012, 916 в 2010).
В поселенні діють середня школа та садочок, клуб, дільнична лікарня та ФАП. Працюють 3 магазини, серед підприємств — СПК «Парзинський».
Голови:
- 2006–2011 Дягелєв Юрій Миколайович
- з 2011 — Васильєв Володимир Леонідович

## Склад
В склад поселення входять такі населені пункти:
| Населений пункт               | Населення, осіб (2010) | Населення, осіб (2012) |
| ----------------------------- | ---------------------- | ---------------------- |
| Абагурт, присілок             | 20                     | 19                     |
| Главатських, присілок         | 11                     | 11                     |
| Нові Парзі, присілок          | 45                     | 46                     |
| Озегвай, присілок             | 33                     | 28                     |
| Тек, присілок                 | 3                      | 3                      |
| Парзі, село                   | 715                    | 718                    |
| Парзінське СПТУ № 7, присілок | 44                     | 46                     |
| Чебершур, присілок            | 4                      | 4                      |
| Ягошур, присілок              | 41                     | 37                     |

Колишні населені пункти: Тяп'їс.